# Новак Володимир Антонович
Володимир Антонович Но́вак (нар. 13 березня 1938, Проскурів — пом. 8 травня 2008, Одеса) — український живописець і графік; член Спілки радянських художників України з 1966 року.

## Біографія
Народився 13 березня 1938 в місті Проскурові (нині Хмельницький, Україна). 1960 року закінчив Одеське художнє училище (викладачі Діна Фруміна, В. Соколов).
Працював в Одесі: впродовж 1960–1966 років викладав у студії Будинку народної творчості та в дитячій художній школі; протягом 1965–1991 років працював на художньо-виробничому комбінаті, потім на творчій роботі. Жив в Одесі в будинку на вулиці Чичеріна № 119, квартира 50, потім у будинку на вулиці Іцхака Рабина № 9, квартира 61. Помер в Одесі 8 травня 2008 року.

## Творчість
Працював у галузі станкового живопису (створював пейзажі, натюрморти) і графіки (переважно в техніках ліногравюри, гравюри на картоні). Серед робіт:
графіка
- «Автопортрет» (1959);
- «Вид із вікна» (1959);
- «Весілля» (1961);
- «Українська ніч» (1961);
- «Зима в місті» (1961);
- «Квітучий сад» (1961);
- «Березень» (1962);
- «1941» (1962);
- «Пляж» (1962);
- «Одеський мотив» (1964);
- «На подвір’ї» (1964);
- «По Голландії» (1965, серія гравюр на картоні);
- «Героям вічна слава» (1965);
- «Комбриг Котовський» (1965);
- «Родина» (1965);
- «Зима» (1967; 1989; 1992);
- «Зимовий вечір» (1967);
- «Блакитні тіні» (1967);
- «Старі яблуні» (1968);
- «Літо» (1969);
- «Осіннє мереживо» (1972);
- «Індустріальний мотив» (1976);
- «Порт. Розвантажування» (1976);
- «З походу» (1976);

живопис
- «Фрукти» (1965);
- «Одеський маяк» (1968);
- «Осінь» (1972);
- «Надвечір’я» (1972);
- «Сутінки» (1972);
- «Удвох» (1972);
- «Осінь. Сірий день» (1973);
- «Яблука» (1973);
- «Натюрморт з ананасом» (1980);
- «Одеський маяк. Полудень» (1981);
- «Гори квітнуть» (1984);
- «Побачення в Карпатах» (1984);
- «Осінь» (1985);
- «Спогад про Седнів» (1986);
- «Зимовий натюрморт» (1987);
- «Натюрморт із гранатом» (1987);
- «Зима» (1988);
- «Узимку» (1989);
- «Осінні каштани» (1992);
- «Розумна ворона» (1997);
- «Одеса та її околиці» (1998–2001, серія етюдів);
- «Морський пейзаж» (2003);
- «Узбережжя Великого Фонтана» (2003).

Брав участь у обласних, всеукраїнських, всесоюзних виставках з 1961 року.